# Cinesphere
El Cinesphere es la primera sala permanente de cine IMAX del mundo. Construido en 1971, permanece como la mayor sala IMAX de Ontario, donde se desarrolló el sistema de proyección originalmente utilizado. Está localizado en el Ontario Place, en Toronto, Ontario, Canadá.

## Características
Su estructura se asemeja a un domo geodésico, con un radio exterior de 18,9 m , y un radio interior de 17,1 m, sustentado por un armazón tubular prefabricado de aluminio y acero. Fue diseñado por Eberhard Zeidler, quien también diseñó las "Pods"  ("Vainas") del Ontario Place.
Con una pantalla de 24 m de ancho por 18 m de alto, originalmente contaba con 752 asientos, reducidos a 614 en 2011 tras una renovación para la proyección en 3D. El edificio está rodeado por un foso, con el área de entrada conectada mediante una pasarela al edificio principal del Ontario Place. También es accesible por un ascensor.
En 2011, el sistema de proyección original estuvo reemplazado por un IMAX GT 3D. En 2014, la provincia de Ontario designó el Cinesphere como estructura Patrimonio de Valor Cultural.
En 2017 se instaló un nuevo sistema de proyección  "IMAX Láser", además de su  proyector de películas de 70 mm. En septiembre de 2017, el Cinesphere fue temporalmente reabierto formando parte del Festival Internacional de Cine de Toronto. En octubre de 2017 se anunció su reapertura permanente, que se produjo el 3 de noviembre de 2017.

## Otros detalles
- Formato de película: 15 perforaciones y 70 mm IMAX, IMAX digital
- Formatos de sonido: IMAX

## Premios
- 2017 Prix du XXe siècle - Instituto Arquitectónico Real de Canadá